# فن الشعوب الأسترالية الأصلية

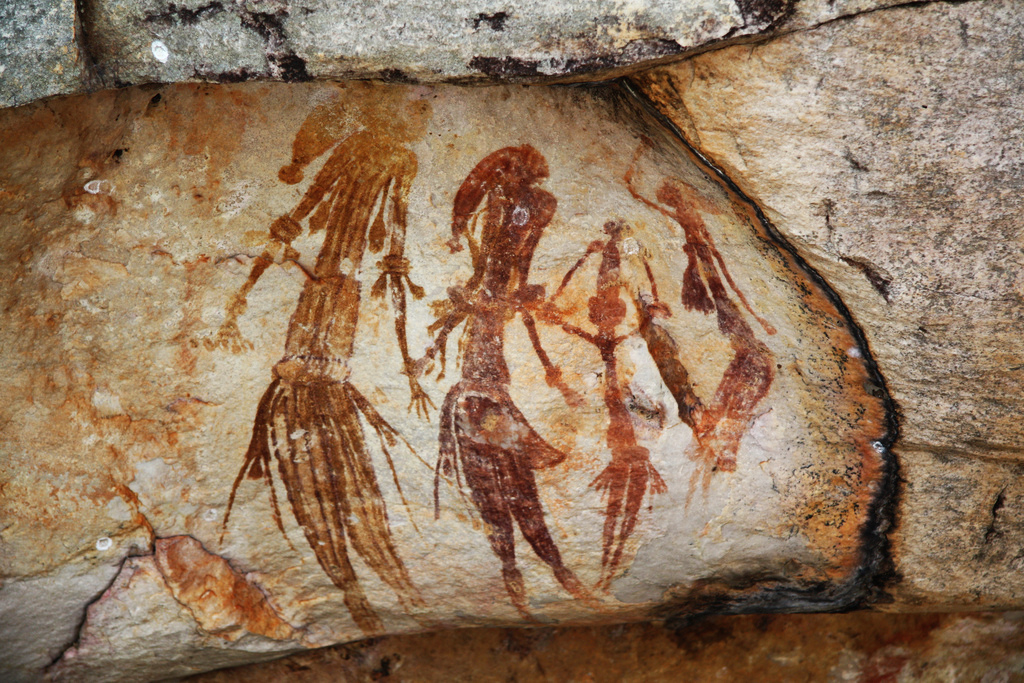
رسومات صخرة برادشو في كيمبرلي، أستراليا الغربية.

فن الشعوب الأصلية الأسترالية (بالإنجليزية: Indigenous Australian art)‏ هو فن صُنع من قبل الشعوب الأصلية في أستراليا أو بالتعاون بين السكان الأصليين الأستراليين وغيرهم. يشمل هذا الفن أعمالًا في وسائط عديدة ومتنوعة، ويشمل ذلك الرسم على أوراق النباتات، والحفر على الخشب، والنحت على الصخور، وصناعة التماثيل والملابس الاحتفالية، إضافة إلى الرسم بالرمال. تتناول هذه المقالة الأعمال التي سبقت الاستعمار الأوروبي، وكذلك الفن الأهلي المعاصر المصنوع من قبل سكان أستراليين أصليين، والذي دُرس في السنوات الأخيرة واكتسب الكثير من الاعتراف الدولي.

## الفن الأهلي التقليدي
هنالك العديد من أنواع الفنون الأهلية وأساليب صناعتها، منها الرسم على الصخور، والرسم النقطي، والنقوش الصخرية، والرسم على ألحية الشجر، والمنحوتات، والتماثيل، وفن النسج والخيط. تُستخدم مجموعة متنوعة من الألوان في هذه الفنون، باستثناء اللون الأحمر الذي يرمز إلى الدم ويستخدم فقط في أنواع أخرى من الطلاءات.

### الرسم على الصخور
يشمل الفن الأهلي مجموعة من أنماط الرسم الصخري:
- رسم الخطوط المتقاطعة وفن الأشعة السينية من منطقتي أرنهيم لاند وكاكادو في الإقليم الشمالي الأسترالي، حيث يتم رسم هياكل وأحشاء الحيوانات والبشر المصورين داخل مخطط كما لو كان عبر مقطع عرضي.
- الرسم النقطي من منطقتي الصحراء الوسطى والصحراء الغربية المستخدم في تكوين أنماط وقصص معقدة أو إنشاء طوطم باستخدام نقاط.
- فن الستنسل الذي يستخدم تصاميم من أشكال انطباعات الأيدي على الأسطح.
- رسومات الوندجينا من منطقة كيمبرلي بأستراليا الغربية.

يُعد الفن الأهلي الأسترالي أقدم التقاليد الفنية غير المنقطعة في العالم. كانت أقدم لوحة فنية صخرية مؤرخة في أستراليا عبارة عن رسم بالفحم على قطعة من الصخر عُثر عليها أثناء عملية تنقيب بملجأ ناروالا جابرنمانج الصخري في جنوب غرب أرنهيم لاند بالإقليم الشمالي الأسترالي. ويرجع تاريخها إلى 28000 عام قبل الآن، مما يجعلها واحدة من أقدم القطع الفنية المعروفة والمؤكدة التاريخ على سطح الأرض. يمكن العثور على الفن الصخري، بما يشمل الرسم أو النقش أو النحت، في مواقع في جميع أنحاء أستراليا. تظهر لوحات الصخرية معروفة باسم أشكال البرادشو على كهوف بمنطقة كيمبرلي في غرب أستراليا. سميت بهذا الاسم تبعًا للأوروبي الذي أبلغ عنها لأول مرة في عام 1891، جوزيف برادشو. تُعرف هذه الأشكال أيضًا بالنسبة للسكان الأصليين باسم جواين جواين أو جيرو جيرو. تشمل مواقع الرسوم الصخرية الأخرى مدينة لورا بولاية كوينزلاند، ومنطقة أوبير بحديقة كاكادو الوطنية، ومنطقة أولورو، وأخيرًا مضيق كارنارفون.
تواجد الفن الأهلي الصخري لفترة طويلة من الزمن، كما توجد أقدم الأمثلة له في منطقتي بيلبرا في غرب أستراليا وأولاري في جنوب أستراليا والتي يقدر عمرها بنحو 40000 عامًا. تم العثور على أمثلة يعتقد أنها تصور حيوانات ضخمة منقرضة مثل طائر الجينيورنس والأسد الجرابي، بالإضافة إلى أحداث تاريخية أكثر حداثة كوفود السفن الأوروبية.

### النقوش الصخرية
تعتمد النقوش الصخرية على نوع الصخر المستخدم، كما تستخدم العديد من الطرق والأساليب المختلفة لصناعة هذه النقوش. توجد بعض أشهر الأنواع المختلفة من الفنون الصخرية الأسترالية في جزيرة موروجوجا في أستراليا الغربية، وهنالك أيضًا نقوش سيدني الصخرية حول مدينة سيدني بمقاطعة نيو ساوث ويلز، إضافة إلى الرسم الصخري بأسلوب الباناراميتي في وسط أستراليا. تتميز نقوش التوومبا، التي تصور حيوانات وبشرًا منحوتين، بأسلوب خاص بها غير موجود في أي مكان آخر في أستراليا.
يقال أن مجموعة الرسوم الصخرية في موروجوجا هي أكبر مجموعة من النقوش ما قبل التاريخية في العالم، وتتضمن صورًا لحيوانات منقرضة مثل النمر التسماني، إضافة إلى نشاطات مسجلة ترجع لفترة ما قبل العصر الجليدي الأخير حتى الاستعمار.

### فن البابونيا
يتكون فن البابونيا من ألوان طلاء مختلفة مثل الأصفر (الذي يمثل الشمس) والبني (التربة) والأحمر (الرمال الصحراوية) والأبيض (السحب والسماء). هذه هي ألوان السكان الأصليين التقليدية. يمكن رسم لوحات البابونيا على أي شيء على الرغم من أنها تقليديًا كانت تُرسم على الصخور والكهوف وما إلى ذلك. كانت اللوحات في معظمها صورًا لحيوانات أو بحيرات بالإضافة إلى وقت الأحلام، وهو مصطلح يشمل ديانات ومعتقدات السكان الأصليين التي مُثلت من خلال القصص والأساطير التي صورها السكان الأصليون على الصخور والكهوف.
توضع النقاط في الأعمال الفنية الحديثة بعصي السايته المصنوعة من الخيزران. يستخدم الطرف المسطح الأكبر للعصي في التطبيق الفردي للنقاط على اللوحات، في حين يستخدم الطرف الحاد المدبب لوضع نقاط دقيقة. بإمكان الفنانين أخذ مجموعة من عصي ساتيه وغمس أطرافها المدببة في الطلاء ثم وضعها على قماش الرسم في تعاقب سريع من التنقيط من أجل إنشاء تنقيط متراكب.

### الترتيبات الحجرية
الترتيبات الحجرية هي شكل من أشكال الفن الصخري بدأه السكان الأصليون الأستراليون. عادة ما تتكون من أحجار قد يصل حجم كل منها إلى نحو 30 سم، وتوضع في نمط قد يمتد لبضعة أمتار أو لعشرات الأمتار. كل حجر مثبت جيدًا في التربة والكثير منهم لديهم «أحجار زناد» لدعمهم. توجد أمثلة رائعة بشكل خاص في فيكتوريا حيث تحتوي بعض الترتيبات على أحجار كبيرة للغاية، أحدها هي الترتيبات الحجرية بموقع ووردي يوانغ. يشبه مظهر الموقع مظاهر الدوائر الحجرية الميغاليثية الموجودة في جميع أنحاء بريطانيا (على الرغم من أن الوظيفة والثقافة يُفترض أنهما مختلفان تمامًا). إن الهدف الخاص بالموقع غير واضح على الرغم من أن ارتباطه بالأستراليين الأصليين موثق جيدًا ولا شك فيه، ولكن قد اقتُرح استخدام الموقع لأغراض فلكية، ويُحتمل أيضًا أن يكون له صلة بطقوس الانضمام.

### فن الحفر على الخشب (البونو)
لطالما كان حفر الخشب جزءًا جوهريًا من حضارة السكان الأصليين، حيث يتطلب الخشب، والحجارة الحادة للحفر، والأسلاك، والنار. استُخدمت الأسلاك والنيران لإنشاء أنماط على الشكل المحفور عن طريق تسخين السلك بالنار ووضعه على الخشب.
في كثير من الأحيان، تمت مُقايضة هذه المنحوتات الخشبية، والتي غالبًا ما كانت على شكل حيوانات، مع الأوروبيين في مقابل البضائع. ما جعل السكان الأصليين يصنعون المنحوتات الخشبية هو لتمثيل القصص التي يروونها حيث تساعدهم هذه التمثيلات في سرد القصة. استُخدمت أيضًا في الاحتفالات حيث انضموا إلى بعضهم البعض وغنوا وضحكوا واستمتعوا.
نحت السكان الأصليون من جزر تيوي بلاط القبور المسمى بالبوكوماني على نحو تقليدي، وهم يقومون بحفر ورسم أشكال بالخشب الحديدي منذ ستينيات القرن الماضي. 

### المنسوجات
في معظم مناطق المحيط الهادئ، يشرف الرجال على الفن في العمارة بينما تشرف النساء على الفن في قطع قماش اللباد اللاتي يصنعنها من لحاء الشجر والنباتات. تشرف على فن الملابس المرأة القائدة المسؤولة عن الإنتاج. كانت تُرتدى هذه الملابس المفصلة من أجل الطقوس حيث تمثل كل قطعة ملابس ثروة ورتبة مرتديها في المجموعة. استُخدمت الملابس أيضًا في التجارة كسلع التجارية وفي العلاقات الاجتماعية والسياسية. ارتداء المنسوجات ثم خلعها ومنحها لشخص آخر عنى توثيق العلاقة أو تعزيز الصداقة أو التحالف.
السلال: صُنعت السلال أو السلال الملفوفة بواسطة الألحية الملتوية وأوراق النخيل والريش، بعضها كانت بسيطة الصنع والبعض الآخر صُنع بمعلقات من الريش أو بريش مُحاك في إطار السلة. استخدم صانعي الفن الأهلي الأصباغ المعدنية والنباتية لتلوين أوراق النخيل وألحية شجر الخطمي. استخدمت هذه الحقائب/السلال المنسوجة في الاحتفالات من أجل الطقوس والاحتياجات الدينية، وقد تكون استخدمت أيضًا لنقل الأشياء إلى القرية.
المجوهرات: جمل السكان الأصليون أجسامهم. صنعوا قلادات الأصداف التي كانت تعتبر ذات قيمة عالية وغالبًا ما تستخدم في تبادل السلع. كانت تُربط هذه الأصداف بخيوط مصنوعة يدويًا من شعر بشري وتغطى أحيانًا بنوع من الشحم إضافة لحجر المغرة الأحمر. تعلق هذه المجوهرات حول رقبة الرجل أو حول خصره، وتوضع أثناء الاحتفالات وعلى الرجال الراقصين. القلادات والمجوهرات الخاصة بالسكان الأصليين في تسمانيا تُعد مثالًا.

## الرموز
تحتفظ بعض الرموز داخل حركة الفن الحديث للسكان الأصليين بنفس المعنى عبر مناطق مختلفة، على الرغم من أن معنى الرمز الواحد قد يتغير بداخل سياق اللوحة. يمكن أن تبدو عدة رموز متشابهة عند فحصها أحادية اللون، مثل الدوائر الموجودة داخل الدوائر والتي يتم تصويرها أحيانًا بمفردها أو بشكل متناثر أو في مجموعات محتشدة. يمكن أن تختلف بعض الرموز في المعنى تبعًا للقبيلة التي ينتمي إليها الفنان، مثل رمز نيران المخيم أو شجرة أو تلة أو حفر حفرة أو حفرة مياة أو الربيع. يتضح معنى الرمز بشكل أفضل مع استخدام الألوان، مثل تصوير المياه باللون الأزرق أو اللون الأسود.
تُعرض العديد من اللوحات لفناني السكان الأصليين، كتلك التي تمثل «قصة وقت الأحلام»، من منظور خيالي. يتّبع السرد وصف امتداد وخواص الأرض كما أنشأتها الكائنات الأولى خلال رحلتهم أو أثناء الخلق. أما شكلها في العصر الحديث يتمثل في إعادة تفسير للأغاني والاحتفالات والفن الصخري وفن الجسد، وهي الأشياء التي كانت تعتبر عادية وتقليدية لعدة آلاف من السنين.
مهما كان معنى الرموز فعليها أن تُفسر في سياق اللوحة بأكملها، والمنطقة التي نشأ منها الفنان، والقصة وراء اللوحة، وأسلوب رسم اللوحة، علاوة على وجود أدلة إضافية تتمثل في الألوان المستخدمة في بعض الأعمال الأكثر حداثة، مثل الدوائر الزرقاء التي تعبر عن المياه.

### الجوانب الدينية والثقافية للفن الأهلي
كانت المواقع الطبيعية مقدسة بالنسبة للسكان الأصليين، وكانت أيضًا هي الأماكن التي أدوا فيها طقوسهم الموسمية. صنع السكان الأصليون فنًا أهليًا خلال هذه الطقوس تضمن أشياء مكونة من الريش والألياف. رسموا وأنشأوا نقوشًا صخرية، كما رسموا على لحاء أشجار الأوكالبتوس تيترودونتا. كان الاعتقاد السائد في العصور القديمة هو أن أرواح الأسلاف الأصليين الأسطورية هي من أنشأت الأرض ثم أصبحوا منفصلين عنها في النهاية. يشير السكان الأصليون إلى العالم الروحي باسم «جوكوربا»، وقد تُرجم هذا لاحقًا إلى «وقت الأحلام». انبثقت الكائنات الأسلاف التي تسكن هذه الأرض من الأسفل أو سافروا من أماكن بعيدة. يربط السكان الأصليون هذا في قوانينهم وأشكالهم الفنية إضافة إلى احتفالاتهم الدينية. سمح هذا الاعتقاد الخرافي بتصديق السكان الأصليين أن باستطاعتهم أن ينتقلوا إلى مستوى روحاني أعلى، وأن بإمكانهم أن يصبحوا حقًا الأشخاص المفترض لهم أن يكونوهم. يشير السكان الأصليون إلى هذا باسم جيميران أو «إنشاء النفس».

يقول وينتين روبينجا، فنان المناظر الطبيعية المختص بالفن الأهلي، إنه من الصعب العثور على أي فن يخلو من المعنى الروحي:
لا يهم نوع اللوحة التي نصنعها في هذا البلاد، فهي لا تزال ملكًا لكل الناس. هذه هي العبادة، العمل، الحضارة. كلها أحلام. هناك طريقتان للرسم. كلا الطريقتين مهمتان، لأن هذه هي الحضارة.
يبرز سرد القصص وتمثيل الطوطم في جميع أشكال العمل الفني الأهلي. بالإضافة إلى ذلك، فإن الشكل الأنثوي يتجلى بوضوح في بعض المواقع الشهيرة في أرنهيم لاند، وعلى وجه الخصوص شكل الرحم الأنثوي بأسلوب الأشعة السينية. يرجع تاريخ أنماط الأشعة السينية إلى 2000-1000 قبل الميلاد. إنها تقنية أهلية فيها يخلق الفنان تصورًا بالأشعة السينية على شكل صورة يُرى من خلالها. تتحرر أرواح «الميمي» من خلال هذه الأنواع من الأعمال الفنية، وهي الأرواح التي علمت فن الرسم للسكان الأصليين وأجدادهم.

### الجرافيتي وغيرها من المؤثرات المدمرة
دُنست العديد من مواقع اللوحات الأهلية الصخرية المهمة حضاريًا، ودمرت تدريجيًا بسبب تعديات المستوطنين الأوائل والزائرين في العصر الحديث. يشمل ذلك تدمير الأعمال الفنية من خلال أعمال الهدم البناء، والتعرية الناجمة عن الإفراط في لمس المواقع، وأيضًا الكتابة على الجدران. على العديد من المواقع التابعة للمتنزهات الوطنية أن تخضع للمراقبة من قبل حراس، أو تُغلق أمام العامة بشكل دائم.